# Dives (Fluss)
Die Dives ist ein Fluss in Frankreich, der in der Region Normandie verläuft. Sie entspringt im Gemeindegebiet von Courménil, entwässert generell Richtung Nord, durch die Landschaft des Pays d’Auge, grenzt diese von der Ebene von Caen ab und mündet nach rund 105 Kilometern zwischen Cabourg und Houlgate in einem Mündungstrichter in den Ärmelkanal. Der letzte Kilometer der Dives ist ein langer Mäander durch einen künstlichen Hafen und das Urlaubsgebiet von Port Guillaume. Der Fluss wird vor seiner Mündung in den Ärmelkanal durch die ein Kilometer lange Sanddüne Le Cap Cabourg vom Ärmelkanal getrennt.
Auf ihrem Weg durchquert die Dives die Départements Orne und Calvados.

## Schifffahrt
Die Dives ist offiziell bis zur Brücke Putot-en-Auge befahrbar, obwohl einige Höhenbeschränkungen zu beachten sind. Yachten und Fischerboote fahren bis zur Brücke Pont de la Dives, welche die Gemeinde Dives-sur-Mer mit Cabourg verbindet.

## Orte am Fluss
- Courménil
- Chambois
- Trun
- Morteaux-Coulibœuf
- Mézidon-Canon
- Méry-Corbon
- Troarn
- Dives-sur-Mer
- Cabourg
- Houlgate

## Geschichte
Am Tag der Landung in der Normandie (D-Day: 6. Juni 1944) gab es ein großes Luftlande-Unternehmen:
Die britische 6. Luftlandedivision landete („Operation Tonga“) mit Gleitern bzw. Lastenseglern an den Brücken über die Orne und den Caen-Kanal bei Bénouville. Die 6. Luftlandedivision hatte den Auftrag, mit Fallschirmjägern und Gleitertruppen in 3 Landezonen (K, V und N) zu landen, die Orne-Caen-Kanal-Brücken zu nehmen und zu halten, Brücken über die Dives zu zerstören, die Küstenbatterie Merville auszuschalten und den Raum zwischen Orne und Dives zu halten und damit die linke Flanke der alliierten Landung zu schützen. Den Fallschirmjägern gelang es schnell, die Landezonen zu nehmen und für die Landung der Verstärkungen vorzubereiten. Auch die Sprengungen der Brücken über die Dives bei Troarn, Bures, Robehomme und Varaville gelangen. Bis zum Abend des 6. Juni erreichte die Division alle Ziele.